# Alessandro Verre
Alessandro Verre (né le 17 novembre 2001 à Marsicovetere) est un coureur cycliste italien, membre de l'équipe Arkéa-B&B Hotels.

## Biographie
Alessandro Verre commence le cyclisme à onze ans au sein de la Società Grumeto Nova. Il combine le vélo avec des études en électronique à Potenza.
Au début de sa carrière, il court dans plusieurs disciplines. En 2014, il remporte le Giro d'Italia Ciclocross version esordienti (moins de 15 ans). En 2017, il est sacré champion d'Italie de VTT cross-country et de cyclo-cross, en catégorie allievi (moins de 17 ans). Parmi les juniors (moins de 19 ans), il confirme en 2019 avec douze victoires et dix podiums, dont deux dans des courses internationales sur route. 
En 2020, il rejoint l'équipe continentale Casillo-Petroli Firenze-Hopplà, pour ses débuts espoirs (moins de 23 ans). 

## Palmarès sur route

### Par années
- 2019
  - 3e du Trofeo Guido Dorigo
  - 3e du Trofeo Buffoni
- 2021
  - 1re étape du Tour de la Vallée d'Aoste
  - Trofeo SC Corsanico

### Résultats sur les grands tours

#### Tour d'Italie
3 participations
- 2023 : abandon (14e étape)
- 2024 : 73e
- 2025 : 104e

### Classements mondiaux
| Année                                 | 2021  | 2022 | 2023  |
| ------------------------------------- | ----- | ---- | ----- |
| Classement mondial                    | 1534e | 625e | 1150e |
| UCI Europe Tour                       | 1077e | 484e | nc    |
|                                       |       |      |       |
| Légende : nc = non classéSource : UCI |       |      |       |

## Palmarès en cyclo-cross
- 2016-2017
  -  Champion d'Italie de cyclo-cross allievi

## Palmarès en VTT
- 2017
  -  Champion d'Italie de cross-country allievi